# La Chapeloune
La Chapeloune est un sommet des monts du Cantal dans le Massif central.

## Géographie

### Situation
La Chapeloune est située entre les communes du Falgoux et de Mandailles-Saint-Julien, entre le puy Chavaroche et le puy Mary.

### Géologie
Séparé du puy Chavaroche par le col de Redondet, l'ensemble des coulées trachyandésitiques s'est formé aux alentours de 7,5 millions d'années.

## Histoire
Parti de la base aérienne 133 Nancy-Ochey, un Mirage 2000-N K2 s'écrase sur la Chapeloune, entraînant la perte de deux militaires en 1992.

## Activités

### Protection environnementale
Le sommet est inclus dans le site Natura 2000 « Massif cantalien », dans la ZNIEFF de type 2 « Monts du Cantal », ainsi que dans la ZNIEFF de type 1 « Puy Mary ».

### Randonnée
La montagne est traversée par le sentier de grande randonnée 400.